# Алесандро Сфорца
Алесандро Сфорца (на италиански: Alessandro Sforza; * 29 октомври 1409, Котиньола, Италия; † 3 април 1473, Пезаро, Папска държава) от род Сфорца (клон Пезаро), е кондотиер, вицемаркиз на Анконската марка (1433), господар на Пезаро (1445 – 1773), господар на Градара и Кастелнуово (1464), велик конетабъл на Неаполитанското кралство (1462), меценат на изкуствата.

## Произход
Той е извънбрачен син на кондотиера Джакомо Атендоло (* 1369, † 1424), известен като Муцио Атендоло Сфорца, граф на Котиньола, гонфалониер на Църквата, велик конетабъл на Неаполитанското кралство, и на метресата му Лучия Терцани от Торджано (* 1380, † 1461). Кръстен е Грегорий, но е преименуван в чест на папа Александър V. Има четирима братя и три сестри:
- Франческо I (* 1401, † 1466), господар и херцог на Милано, съпруг на Поликсена Руфо, 1-ва принцеса на Росано и графиня на Кориляно и Монталто, на Мария Джулия Калдора, херцогиня на Мелфи и Веноза, графиня на Авелино, баронеса на Фридженто и господарка на Леонеса и Сан Феле, и на Бианка Мария Висконти, узаконена дъщеря и единствена наследница на Филипо Мария Висконти, херцог на Милано
- Елиза (* 1402, † 1476), съпруга на Леонето Сансеверино от господарите на Каяцо
- Алберико (* 1403, † 1423)
- Антония (* 1404, † 1471), съпруга на Ардицоне да Карара, господар на Асколи Пичено, Чивитела дел Тронто и Офида, и на Манфредо да Барбиано, кондотиер, граф на Копертино и Кунио и господар на Бишелие, Казамасима, Кастел Болонезе, Конселиче, Конверсано, Джовинацо, Луго, Трани и Виньола
- Леоне (* 1406, † 1440), кондотиер в армията на Франческо Сфорца, съпруг на Марсобилия, дъщеря на Корадо III Тринчи, последен господар на Фолиньо
- Джовани (* 1407, † 1451), кондотиер на армиите на брат му Франческо, управлява владенията му в Кралство Неапол от 1432 г., губернатор на Асколи, господар на Фабриано и Терамо, съпруг на Лавиния Лавело
- Орсола (* 1411, † ок. 1460), монахиня кларисинка

Има и двама полубратя и една полусестра от брака на майка си, сред които Корадо да Фолиано, кондотиер в службата на Франческо Сфорца, родоначалник на клона Фолиани Сфорца д'Арагона, маркиз на Вигицоло, един полубрат от първия брак на баща си – Бозио I Сфорца, губернатор на Орвието и генерал на Сиенската република, граф на Котиньола, господар на Кастел'Аркуато, родоначалник на графовете на Санта Фиора и на кадетския клон Сфорца ди Санта Фиора, и чрез брак граф на Санта Фиора, двама полубратя и една полусестра от втория му брак, двама полубратя от третия му брак, и един полубрат и една полусестра от извънбрачна негова връзка.

## Биография

### Ранни години
Прекарва детството си във Ферара, след това в Неапол (1415), следвайки баща си, след това в Папската държава и после отново в двора на Николо I д’Есте във Ферара. Тук той получава първоначално образование, но от 1420 до 1422 г. е във флорентинското обкръжение на папа Мартин V (който изрично поисква присъствието му). След смъртта на баща си (3 януари 1424 г.) той вероятно е призован в странстващия двор на брат си Франческо I Сфорца, заедно с другите синове на Муцио Атендоло Сфорца и Лучия Терцани. Той е кондотиер на служба при брат си и е до него в завладяването на нови владения, от Милано до Венеция, от Алесандрия до Пезаро.

### Кондотиер на служба при Франческо I Сфорца
През 1433 г. си сътрудничи с брат си Франческо, който много бързо завладява Анконската марка (от Йези до Асколи). Алесандро става губернатор на завладените територии, издигнат е като маркиз и веднага е признат от папата. И неговият двор е странстващ, поддържайки полицентризма на новото маркграфство. Той обаче поставя седалището си в крепостта Джирфалко във Фермо, където подписва много документи с титлата „Граф на Котиньола и вицемаркиз“.
Продължава да извършва много интензивна военна дейност заедно и от името на брат си. Обсажда Сера Сан Куирико, където е ранен през юли 1435 г. На 23 август 1435 г. побеждава при Фиордимонте капитана на Филипо Мария Висконти Николо Фортебрачо, окупирал Асизи и пленил Леоне Сфорца. Той победоносно обсажда бунтовния Толентино (1438), с брат си и е в Римини (1440) и се премества в кралството (до Челино и в Пене), където побеждава Раймондо Калдора (юли 1441).
Войните продължават през 1442 г. след примирието от октомври 1441 г., което позволява брака между Франческо Сфорца и Бианка Мария Висконти, със съответните атаки от страна на папата, Висконти и Арагонците срещу Сфорца и Сиджизмондо Пандолфо Малатеста (който също се стреми към Пезаро и Фосомброне, владения на Галеацо Малатеста). Войната се влошава през декември 1442 г.: Алесандро се бие в Асизи, обсаден от войските на папа Евгений IV начело с перуджанеца Николо Пичинино (един от най-великите наемнически капитани на времето) и с кардинал Никола Кузано. Алесандро е принуден да се оттегли в Рока Маджоре, оставяйки града на грабителите, които не пощадяват дори базиликата Свети Франциск и тази на Света Киара. Влошаване има и през август 1443 г., когато се разбунтуват градовете на Марке. Последвалото оттегляне от Марке на Висконти и арагонските войски позволява на Алесандро да победи папската армия при Монтелуро (8 ноември 1443 г.) и след това при Монтолмо близо до Коридония (август 1444 г.). Пезаро е оставен за момента на Галеацо Малатеста, а Камерино на Родолфо IV да Варано.

### Господар на Пезаро и бракове
През 1444 г. Федерико да Монтефелтро наследява брат си Одантонио в управлението на Урбино. Той предлага на Франческо I Сфорца съюз на 19 октомври, който предвижда закрилата от страна на кондотиера на владенията на Федерико да Монтефелтро, Родолфо IV да Варано и Галеацо Малатеста. Тези споразумения включват брака между Алесандро Сфорца и Костанца да Варано, дъщеря на починалия Пиерджентиле да Варано, папски викарий на Камерино, и на Елизабета Малатеста, от своя страна дъщеря на Галеацо, господар на Пезаро. Бракът е сключен на 8 декември 1444 г. За да се затвърди съюзът, на 15 януари 1445 г. се състои продажбата на Пезаро и Фосомброне от Галеацо Малатеста на Алесандро Сфорца и на Федерико да Монтефелтро за общо 11 000 флорина. Алесандро е първият господар от 1445 до 1473 г., който разширява резиденцията на господаря в Пезаро, за да я адаптира към нуждите на модерния ренесансов двор. Пезаро (окупиран на 13 март 1445 г.) скоро остава единствената крепост на Сфорца в Марке, защото папа Евгений IV продължава офанзивата си с Арагонците и с Висконти, завладявайки отново Марке.
Политическата цел на 1447 г. е формализирането на управлението на Пезаро. Алесандро е в Рим, за да преговаря с новия папа Николай V. На 23 юли той успява да получи папския викариат (наместничество) за две поколения срещу заплащане от 750 флорина годишно. На 13 юли жена му Костанца, регентка на Пезаро, умира скоро след раждане на второто им дете. Алесандро продължава да бъде военно ангажиран в подкрепа на Федерико да Монтефелтро, за когото той връща Фосомброне, окупиран от Сиджизмондо Пандолфо Малатеста (3 септември).
На 9 януари 1448 г. се жени чрез пълномощник за графиня Звева да Монтефелтро, полусестра на Федерико. Те се срещат едва на 1 септември. Тя не му ражда деца. Предвид продължителното му отсъствие поради войни Звева трябва да се справя с държавата в Пезаро и с образованието на двете си доведени си деца от първия брак на Алесандро. Кондотиерът, далеч от дома за дълго време, започва да вярва на слуховете за възможния заговор на съпругата му да повери отново господството на Пезаро на Малатеста. Поради това той я принуждава да се присъедини към кларисинките от манастира „Корпус Кристи“ в Пезаро, където, след като получава необходимото разрешение от папа Каликст III, тя приема името на сестра Серафина в края на август 1457 г.
Военните ангажименти го призовават във войната за Ломбардия, за да подкрепи брат си Франческо: на 15 септември 1448 г. участва в битката при Караваджо между Златната амвросианска република и Венецианската република. За услугите, оказани в тази битка, в района на Парма, в обсадата на Фиренцуола срещу Николо Пичинино (1449 г.), в мисията във Венеция и в обсадата на Милано (25 март 1450 г.)., Алесандро получава като феод Торичела (Парма).
Алесандро е победен от венецианците между Кавенаго д'Ада и Черето (Лоди) на 27 юли 1452 г. Когато Сфорца временно застават на страната на Анжуйците, през 1453 г. той е начело на 2000 милански войници, като завладява за флорентинците няколко замъка. Понеже услугите му не са платени, през ноември 1454 г. Алесандро като отмъщение ограбва флорентински копринени завеси, пътуващи за панаира в Женева на стойност 8000 дуката; резултатът е международен казус, който продължава две години и е частично решен от брат му Франческо в съгласие с Портинари, агентите на Медичите.
Алесандро прекарва цялата 1455 г. в Ломбардия следвайки отдалеч действията на Якопо Пичинино срещу Сиенската република. През есента на 1457 г. въпреки недоволството на брат си заминава за Франция, където остава шест месеца на заплатата на крал Шарл VII. След това той отива в Бургундия и Фландрия. В края на март 1458 г. се завръща в Италия, минавайки през Германия и спирайки във Венеция.

### След браковете си
През 1459 г. заедно с брат си Алесандро участва в диетата в Мантуа. Тогава той успява да получи договор за кондотиерство от папата и също да договори брака между Федерико да Монтефелтро и дъщеря си Батиста (договор през ноември, сключване през февруари 1460 г.). В същото време Алесандро успява за известно време да попречи на Якопо Пичинино да достигне юг (от Чезена и от Марке), за да подкрепи антиарагонските барони. Накрая Пичинино надделява и, заплашвайки Пезаро, отива в Лорето и след това в Абруцо, и нанася тежко поражение на Алесандро и на неговия зет Федерико да Монтефелтро в Сан Флавиано д'Асколи (22 юли 1460 г.). Въпреки това двамата са утвърдени като кондотиери на Църквата (януари 1462 г.). Алесандро си отмъщава в Абруцо срещу Якопо Савели, владетел на Паломбаро, и в битката при Троя (18 август 1462 г.), където нанася тежко поражение на Пичинино и на Жан II Анжуйски-Валоа. Заради това Алесандро получава от краля на Неапол Фердинанд I Херцогство Сора (притежание, което обаче остава виртуално), титлата на велик конетабъл и пенсия. Тази по същество положителна фаза от неговата двойна кариера като капитан и господар е увенчана със закупуването на Градара и Кастелнуово (февруари 1464 г.).

### В служба на Венеция
През 1466 г. смъртта на Франческо I Сфорца и Пий II променя италианския баланс и принуждава Алесандро Сфорца да се препозиционира, отдалечавайки се от оста Милано (където царува неговият племенник Галеацо Мария)-Флоренция-Неапол. Той застава на страната на Венеция, от която получава двоен договор за себе си и сина си Костанцо на 18 февруари 1467 г., и на Бартоломео Колеони. Основата на раздора е контролът над Болоня, желан от папата; битката при Рикардина край Болоня (25 юли 1467 г.), в която участва Алесандро, е неуспешна. Последвалата кампания, водена за Венеция и за папата (враждебно настроени към възкачването на Роберто Малатеста), е още по-неуспешна: след първоначален успех Алесандро е победен и ранен при Мулацано (30 август 1468 г.); той трябва да се защитава в Сената, но е глобен с 10 000 флорина и е уволнен.

### На служба при Галеацо Мария Сфорца
Алесандро решава да остави папския договор за кондотиерство на сина си Костанцо (30 май 1470 г.) и да се сближи с племенника си Галеацо Мария Сфорца, херцог на Милано, който го принуждава да живее в Милано (юли 1470 г.). Тук той получава на 9 октомври 1470 г. бившата къща Пременуго на бул. „Порта Нуова“ (днешна ул. „Манцони“) близо до манастира Анунциата, която е бил домакин на Сфорца и на Федерико да Монтефелтро при посещенията им в Милано няколко пъти от 1457 г. насам. За кратко време той заема (в отсъствието на херцога) важната позиция на губернатор на Милано, но здравето на му показва признаци на влошаване.

### Последни години и смърт
По взаимно съгласие с херцога на Милано Алесандро отстъпва договора за кондотиерство на Милано на сина си Костанцо и се завръща в Пезаро през август 1471 г. На 6 юли 1472 г. той внезапно губи дъщеря си Батиста, господарка на Урбино. Следва последващо влошаване на здравето му (също причинено от падане от прозорец), което кара Костанцо да се върне бързо от Милано. Против съветите на лекарите и след мнимо подобрение е решено той да се премести във Венеция. Но по време на пътуването си, в Торе дела Фоса, на няколко километра от Ферара, той умира от респираторна криза на 3 април 1473 г. на 63-годишна възраст. Погребан е в църквата „Сан Джовани Батиста“ в Пезаро. Наследен е от сина си Костанцо.

## Брак и потомство
Жени се два пъти:
∞ 1. 28 ноември/8 декември 1444 във Фермо и Камерино за Костанца да Варано (* 1428, Камерино; † 13 юли 1447, Пезаро след раждане), дъщеря на Пиерджентиле да Варано, папски викарий на Камерино, и на Елизабета Малатеста, от която има син и дъщеря:
- Батиста Сфорца (* 1446, Пезаро; † 6 юли 1472), чрез брак херцогиня на Урбино, ∞ 1460 за Федерико да Монтефелтро, херцог на Урбино, от когото има един син и шест дъщери
- Костанцо I Сфорца (* 5 юли 1447, Пезаро; † 19 юли 1483, Пезаро), кондотиер, господар на Пезаро и Градара (1473 –1483), има един извънбрачен син от Фиора Бони е още един

- Батиста,
 дъщеря
- Костанцо I,
 син

∞ 2. 9 януари 1448 чрез представител за графиня Звева да Монтефелтро (* 1434, Урбино; † 8 септември 1478, Пезаро), полусестра на Федерико да Монтефелтро и дъщеря на граф Гуидантонио да Монтефелтро от Урбино и на Катерина Колона, от която няма деца, 1457 г. в манастир „Корпус Кристи“ в Пезаро като сестра Серафина; блажена от папа Бенедикт XIV на 17 юли 1754 г.
Той има две извънбрачни дъщери и двама извънбрачни сина:
- Джиневра Сфорца (* 1440, Анкона; † 16 май 1507, Бусето), чрез брак господарка на Болоня, ∞ 1. 8 март 1454 г. в Болоня за Санте Бентивольо (* 1424, Попи; † 1 октомври 1463, Болоня), извънбрачен син на Ерколе Бентивольо (братовчед на Анибале I Бентивольо) и господар на Болоня (1445 – 1463), от когото има син и дъщеря 2. 2 май 1464 за братовчеда на мъжа си Джовани II Бентивольо (* 12 февруари 1443, Болоня; † 15 февруари 1508, Милано), владетел де факто на Болоня (1463 – 1506), чиято съветничка става и от когото има шестнадесет деца.
- Антония Сфорца (* 1445, † 1500), ∞ 1468/1469 за Отавиано Мартиненго, благородник от Бреша
- Ерколе Сфорца
- Карло Сфорца, който се опитва да вземе властта над Пезаро и Градара след смъртта на полубрат си Костанцо I през 1483 г.

## Меценатство
Алесандро Сфорца е и меценат на изкуствата, писател и владетел, осъзнал важността на красотата и великолепието за създаването на консенсус. Той се грижи за тези аспекти от първите етапи на своята дейност: ефимерните украси за влизането на брат му Франческо I Сфорца в подвластните му градове в Марке, тържествата за сватбата на племенницата му Изота Сфорца с Андреа Матео I Акуавива, херцог на Атри (1439 г.), и украсата на залите на замъка Джирфалко във Фермо за посрещането на Франческо I Сфорца и съпругата му Бианка Мария Висконти (1443). Той е собственик и на двореца Скифаноя във Ферара до 1458 г.
Значима е градоустройствената му дейност във Фермо (подредба на главния площад, 1438 – 1442 г.) и преди всичко в Пезаро (обновяване и укрепване на стените, 1450 г.; реконструкция на Градския дворец, 1462 г., и на църквата „Минори осерванти“, 1465 г. – след това светилището на Сфорца в Пезаро; изграждане на извънградската вила Империале, 1469 г.) . Той е първият, който ангажира архитекта Лучано Лаурана (1465), който след това се мести в Урбино; вика и художника Марко Дзопо за главния олтар на Францисканската църква (1471 г.).
По време на пътуването си до Бургундия поръчва портрети (на себе си и на децата си) и триптих от работилницата на Рогир ван дер Вейден. Той се опитва да се сдобие с произведение на Андреа Мантеня и забелязва младите Антониацо Романо и Мелоцо да Форли.
Алесандро е и голям библиофил: както си спомня Веспасиано да Бистичи („Жития на знаменити мъже...“), той се сдобива с книги във Флоренция, Милано, Венеция и Болоня, и създава скрипториум в Пезаро. Той има за модел библиотеката Висконти-Сфорца в Павия и в крайна сметка събира 437 тома (включително Чириако д'Анкона, Джовани Марканова, най-добрите и най-съвременни хуманисти). Библиотеката не е напълно унищожена през 1514 г., но вероятно е разпръсната след бягството на Джовани Сфорца от Пезаро през 1501 г.; няколко десетки тома се намират в Болоня, Кеймбридж, Принстън, Флоренция, Лондон, Париж, и Рим.
Алесандро е бил и поет, както се вижда от песенник, съхраняван в Националната библиотека на Франция.